# Enid (film)
Enid – zrealizowany przez BBC film biograficzny o angielskiej pisarce Enid Blyton.

## Opis fabuły
Film przedstawia prawdziwą historię Enid Blyton, słynnej pisarki bajek dla dzieci. Kariera kobiety zaczyna się, gdy wydawca - Hugh Pollock - odkrywa jej talent, a następnie zostaje jej mężem. Życie rodzinne nie układa się jednak najlepiej ze względu na egoistyczną i okrutną postawę pisarki. Po II wojnie światowej Enid jest już bardzo znana i uwielbiana przez dzieci czytające jej książki i zarazem nieznające jej prawdziwej natury.

## Obsada
- Helena Bonham Carter jako Enid Blyton
- Matthew Macfadyen jako Hugh Pollock
- Denis Lawson jako Kenneth Waters
- Claire Rushbrook jako Dorothy Richards
- Joseph Millson jako Hanly Blyton
- Ramona Marquez jako Imogen Pollock
- Sinead Michael jako Gillian
- Pooky Quesnel jako Theresa Blyton
- Philip Wright jako Thomas Blyton
- Lisa Diveney jako Enid - w wieku 19 lat
- Alexandra Brain jako Enid - w wieku 12 lat